# Standardkinesiska
Standardkinesiska (ibland rikskinesiska eller folkkinesiska) är en variant av kinesiska som baseras på den dialekt av mandarin som talas kring Peking. Standardkinesiska kallas i vardagliga sammanhang och utanför lingvistiska kretsar ofta för mandarin, men bland språkforskare betecknar "mandarin" en rad sinsemellan mer eller mindre begripliga dialekter. I den här artikeln används begreppet standardkinesiska för att beteckna det kinesiska standardspråket.
Standardkinesiska kallas på fastlandet 普通话 (pǔtōnghuà, ungefär "allmänt språk", på traditionell kinesiska 普通話), på Taiwan 國語 (guóyǔ, ungefär "nationellt språk" - på förenklad kinesiska 国语) och i Malaysia och Singapore 標準華語/标准华语 (biāozhǔn huáyǔ, ungefär "standardkinesiskt språk"). Samtliga termer används omväxlande när talare från olika delar av den kinesiska språksfären kommer i samspråk.

## Historik
Sen mycket långt tillbaka har kinesiskan bestått av en mängd olika dialekter, och behovet av högprestigespråk och lingua franca har alltid varit stort. Konfucius använde 雅言 (yǎyán, "elegant/passande språk") istället för mer folkliga regionala dialekter. Texter under Handynastin refererar till 通語 (tōngyǔ, "allmänt språk"). Rimböcker har skrivits sedan de sydliga och nordliga dynastierna, och har varit goda källor för utvecklingen av standarduttalet under dessa perioder. Dessa standarddialekter var dock inte kända och använda av andra än eliten, och även i den bildade överklassen kan variationer i uttal rimligen ha funnits. Den enande faktorn var inte ett visst talspråk utan skriftspråket: vid den här tidpunkten klassisk kinesiska.
Mingdynastin och Qingdynstin använde båda begreppet 官話 (guānhuà, "officiellt språk") för att hänvisa till det språk som användes vid hovet. Standarden vid den här tiden tycks ha varit baserad på dialekten kring Nanjing, och det var först senare, när administrationen koncentrerades kring Peking som den nya huvudstaden fick inflytande på standardspråket. På 1600-talet fanns redan etablerade ortoepiakademier, vars mål var att anpassa uttalet efter pekingstandard, men dessa försök hade begränsad framgång. Så sent som på 1800-talet hade kejsaren i många fall svårigheter att förstå sina egna ministrar vid hovet på grund av bristen på ett enhetligt uttal. Fram till 1909, under Qingdynastin, användes Pekingdialekten som 國語 (guóyǔ) - "landsspråk".
Först efter att den kinesiska republiken hade upprättats 1912 blev försöken att fastställa ett gemensamt standardspråk mer framgångsrika. Till en början fanns det försök med att blanda pekingstandarden med inslag från olika dialekter från olika delar av Kina, men detta ledde till ett alltför konstgjort och tillgjort språk som ingen kunde betrakta som naturligt och än mindre behärska korrekt. 1924 införde man istället Peking-dialekten som standard för hela landet på grundval av den höga prestige den åtnjutit sen Qingdynastin. Inslag från andra dialekter går att hitta även idag, men dessa är få och bör betraktas som undantag.
Efter upprättandet av Folkrepubliken Kina 1949, drev kommunisterna den nationella standardiseringen baserat på huvudstadens dialekt vidare. 1955 byttes den officiella benämningen till 普通話 (pǔtōnghuà), men den termen har inte accepterats av Taiwan. Standardspråket på fastlandet och Taiwan skiljer sig åt i vissa avseenden, men i huvudsak bör de betraktas som mer eller mindre identiska.
På både fastlands-Kina och Taiwan lärs standardkinesiska ut på grundskolenivå, och dess användande uppmuntras aktivt. Som resultat av dessa ansträngningar behärskar de flesta på fastlandet och Taiwan språket på en mycket hög nivå. I Hongkong är fortfarande det dominerande språket kantonesiska, men standardkinesiskan vinner mark även där.

## Fonologi
Uttalet av standardkinesiska varierar kraftigt mellan enskilda talare, eftersom samtliga (inklusive politiker och företagsledare) använder inslag av sin egen dialekt. Som kontrast är bruket i etermedia mycket hårt standardiserat, och journalister blir ofta valda på grundval av korrekt uttal. Nedanför anges fonologin för den form av standardkinesiska som kan höras i radio och TV och som brukar läras ut till utlänningar.

### Förled
|                     | bilabial | bilabial | labiodental | labiodental | alveolar | alveolar | retroflex | retroflex | alveolopalatal | alveolopalatal | velar | velar |
| ------------------- | -------- | -------- | ----------- | ----------- | -------- | -------- | --------- | --------- | -------------- | -------------- | ----- | ----- |
| klusil              | p        | pʰ       |             |             | t        | tʰ       |           |           |                |                | k     | kʰ    |
| nasal               | m        |          |             |             | n        |          |           |           |                |                |       |       |
| frikativa           |          |          | f           |             | s        |          | ʂ         |           | ɕ              |                | x     |       |
| affrikata           |          |          |             |             | ts       | tsʰ      | tʂ        | tʂʰ       | tɕ             | tɕʰ            |       |       |
| lateral approximant |          |          |             |             | l        |          |           |           |                |                |       |       |
| approximant         | w        |          |             |             |          |          | ɻ         |           | j              |                | ʁ     |       |

/j/ och /w/ uppträder vid de stavelser som rimmar på slutna vokaler ( /i/ eller /u/) inleder en stavelse. Vissa språkforskare anser att ett /ʁ/ uppstår när en öppen vokal som /a/ inleder en stavelse.
De alveolo-palatal konsonanterna j, q, x betraktas av vissa språkforskare som allofoner till de alveolara z c s, de retroflexa zh ch sh och de velara g k h.
/w/ kan uttalas som en tonande labiodental approximant /ʋ/. Förvisso betraktas det som lågstatusspråk, men är mycket vanligt förekommande.
j q x får en uttalat feminin klang om det uttalas /tsj tsʰj sj/ istället för /tɕ tɕʰ ɕ/, och kan vara vanligt förekommande bland såväl unga kvinnor som män.

### Slutled
Slutled är kombinationer av mellanleden (-i-, -u-, -y-), vokal och en slutkonsonant.
| z̩  | i   | u    | y    |
| ɑ  | iɑ  | uɑ   |      |
| ɤ  |     | uo 1 |      |
|    | iɛ  |      | yɛ 2 |
| aɪ |     | uaɪ  |      |
| eɪ |     | ueɪ  |      |
| aʊ | iaʊ |      |      |
| ɤʊ | iɤʊ |      |      |
| an | iɛn | uan  | yɛn  |
| ən | in  | uən  | yn   |
| ɑŋ | iɑŋ | uɑŋ  |      |
| ɤŋ | iɤŋ |      |      |
|    |     | ʊŋ   | yʊŋ  |

1 Både pinyin och zhuyin har ett extra "o" som användes efter "b p m f" för att särskilja det från "uo" som används efter övriga förled. "o" brukar placeras i den första kolumnen istället för andra, men båda har samma uttal med Peking-uttal.

Standardkinesiskan innehåller vokaler som bildas med hjälp av nominalsuffixet -儿 (/-ɹ/) och för vissa ord innehåller ljudet även utan suffixet. Tabellen nedanför anger hur uttalet ändras vid tillägg av suffixet.
| əɻ  | iəɻ  | uɻ  | yəɻ |
| ɑɻ  | iɑɻ  | uɑɻ |     |
| ɤɻ  |      | uoɻ |     |
|     | iɛɻ  |     | yɛɻ |
| ɑɻ  |      | uɑɻ |     |
| əɻ  |      | uəɻ |     |
| aʊɻ | iaʊɻ |     |     |
| ɤʊɻ | iɤʊɻ |     |     |
| ɑɻ  | iɑɻ  | uɑɻ | yɑɻ |
| əɻ  | iəɻ  | uəɻ | yəɻ |
| ɑ̃ɻ  | iɑ̃ɻ  | uɑ̃ɻ |     |
| ɤ̃ɻ  | iɤ̃ɻ  |     |     |
|     |      | ʊ̃ɻ  | yʊ̃ɻ |

### Ton
Standardkinesiskan är som nästan alla kinesiska dialekter, ett tonspråk. Detta innebär att tonen på en stavelse är betydelsebärande i samma utsträckning som vokal- eller konsonantljud. Här är de fyra tonerna i standardkinesiska:
| namn   | yin ping | yang ping | shang | qu |
| kontur | 55       | 35        | 214   | 51 |
| nummer | 1        | 2         | 3     | 4  |

1. Första tonen, hög ton (陰平/阴平 yīnpíng, "yin-nivå"):
en hög, rak ton, som för en utomstående närmast för tankarna till sång
2. Andra tonen, stigande ton (陽平/阳平 yángpíng, "yang-nivå"), eller mer korrekt, hög stigande ton:
en ton som stiger från en mellanhög till en hög ton, som i ett förvånat "va?"
3. Tredje tonen (low tone, or low-falling-raising, 上聲/上声 shǎngshēng or shàngshēng, literal meaning: "up tone"):
går från mellanlåg till låg och upp igen, ungefär som ett tankfullt "tja-a.."
4. Fjärde tonen, fallande ton (去聲/去声 qùshēng, "bort (ifrån)-ton"), eller hög fallande ton:
går skarpt neråt från hög till låg ton, och rätt kort; som de flesta enstaviga ord som sägs som ett rakt påstående i svenskan "nej", "ja"

Övriga toner:
- Femte tonen, eller neutral ton (輕聲/轻声 qīng shēng, "lätt ton"):
Obetonade stavelser använder denna form av ton, som snarast brukar anses som avsaknaden av någon ton alls. I de flesta varianter av standardkinesiska är den andra stavelsen i tvåstaviga ord ofta mycket svag i uttal och brukar ofta kallas "neutral ton". Däremot kan även en obetonad felaktig ton för det mesta uppfattas av en uppmärksam lyssnare.

De flesta romaniseringar representerar tonerna som diakriter ovanför vokaler. Andra, som Wade-Giles, använder en efterställd siffra efter varje stavelse. Toner i kinesiska skrivs sällan i annat än läroböcker. Gwoyeu romatzyh är ett undantag där tonerna skrivs utan speciella symboler utan med hjälp av modifikationer i stavningen, men som resulterar i en mycket komplex ortografi.
För att höra hur dessa toner låter gå till  och klicka på den blåa och röda yin-yang-länken.
Uttal av toner kan också variera på grund av tonsandhi. Reglerna är som följer:
- om den tredje tonen står före en likadan ton, blir den ton två
- om den tredje tonen följs av någon annan ton går den endast ner utan att stiga, och blir som en lägre och "knarrigare" variant av fjärde tonen
- negationen 不 (bù) byter till ton två om den står före ton fyra och räkneordet 一 (yī, "ett") behåller sin ton endast i självständig ställning och blir ton två före ton fyra och ton fyra föra alla andra toner

Dessa regler är inte helt fast och kan variera regionalt. Den vanligaste avvikelsen är när tre stycken stavelser med ton tre följer på varandra; den första stavelsen kan behålla sin ursprungston beroende på talarens dialekt och tycke.

### Sambanden mellan medeltidskinesiska och moderna toner
V- = tonlöst konsonant som förled konsonant

L = sonorant konsonant som förled

V+ = tonande konsonant som förled (ej sonorant)
| medeltidskinesisk ton             | ping     | ping      | ping      | shang | shang | shang | qu | qu | qu | ru                            | ru      | ru             |
| medeltidskinesiskt förled         | V-       | L         | V+        | V-    | L     | V+    | V- | L  | V+ | V-                            | L       | V+             |
| modern standardkinesisk ton       | yin ping | yang ping | yang ping | shang | shang | qu    | qu | qu | qu | omfördelad utan något mönster | till qu | till yang ping |
| modern standardkinesisk tonkontur | 55       | 35        | 35        | 214   | 214   | 51    | 51 | 51 | 51 | omfördelad utan något mönster | to 51   | to 35          |

## Transkribering
Ända sedan västvärlden började ha direkt kontakt Kina och allvarliga försök gjorts för att lära sig språket, har behovet av ett fonetiskt transkriptionssystem varit tydligt. Genom åren har en rad olika system uppfunnits och använts. Det första allmänt accepterade var Wade-Giles, uppkallat efter sina upphovsmän. En speciell standard för postförmedling grundades 1906 och är ett liknande system som använts främst för ortnamn. Båda används fortfarande idag, men hanyu pinyin håller på att tränga ut dessa helt. Nuförtiden återfinns de mest i äldre läroböcker, historiska verk och dylikt.
På 1900-talet lade kinesiska språkforskare fram en rad olika förslag till transkriptionssystem, varav ett gick så långt som att föreslå ett helt nytt stavelsealfabet; zhuyin. Det mest framgångsrika var emellertid pinyin, som blev officiellt transkriptionssystem för det kinesiska språket 1958 i Kina och kort därefter även i FN och andra internationella organisationer. På 1950-talet fanns planer på att helt slopa den kinesiska teckenskriften i förmån för pinyin, men detta föll på den oöverstigliga mängden homonymer i det relativt ljudfattiga kinesiska språket.
På Taiwan används en mängd olika system. De nationella myndigheterna i Taiwan antog tongyong pinyin 2002 som officiellt system, men har tillåtit undantag för avvikande bruk på lokal nivå. Zhuyin används ofta för att lära ut uttal för tecken och sammansättningar i skolor. Införandet av pinyin har fördröjts av oenigheter angående vilken form av pinyin som ska användas och det påföljande behovet att trycka nytt material som ska följa den nya standarden. Även politiska motsättningar mellan myndigheterna på Taiwan och fastlandet spelar in i svårigheterna att enas kring ett system.
Ett äldre och numera föga använt system är Yale.

## Standardkinesiska och Peking-dialekt
Efter officiella definitioner fastställda av Folkrepubliken Kina följer standardkinesiskan:
- Peking-dialektens fonologi med undantag för vissa regionala egenheter. I praktiken följer inte uttalet bland Pekingbor den officiella standarden för standardspråket (putonghua), och talare av kinesiska kan lätt skilja på någon som är bosatt kring Peking och någon som bara talar standardkinesiska. De flesta människor talar också standardkinesiska med inslag av sin egen dialekt ungefär som en sorts brytning.

- Ordförrådet i mandarindialekter generellt. Element som slang räknas inte hit utan sorteras ut som regionalismer. Ordförrådet inom vetenskap, rätt och politik är däremot mycket likartat i samtliga kinesiska dialekter. En bra parallell är det gemensamma ordförrådet baserat på nybildning av grekiska och latinska lånord i europeiska språk. Liksom med ljudläran delas alltså många inslag i standardspråket med övriga dialekter i Kina, medan slang och regionala ord specifika för området kring Peking inte förstås av talare utanför regionen.

- Grammatik och tillämpning av språk från ansedd kinesiska litteratur, som verk av Lu Xun, som i sin tur är löst baserat på en blandning av språk mestadels från nordliga dialekter, men även med inslag från södra Kina och från klassisk kinesiska. Syntax och grammatik blir därför rätt olik den vardagskinesiska som talas i huvudstaden.

Tolkningen av vad standardkinesiska är avviker något i Taiwan, men i praktiken begränsar det sig endast till olikheter i toner hos enstaka ord.

## Standardkinesiska och påverkan från övriga dialekter
Det nationella standarden kan avvika starkt från det språk som faktiskt används i dagligt tal. Det är inte alltför ovanligt att två människor som båda fått undervisning i standardkinesiska i skolan och anser sig behärska språket väl behöver en tolk för att kommunicera med varandra. Ihärdiga satsningar på undervisning i standardspråket i såväl Kina och Taiwan som Singapore har ökat kunskaperna och antalet talare avsevärt.
Många talare av andra dialekter än standardspråket är ofta missnöjda med att standardkinesiska (ofta under benämningen mandarin) fått status särskilt utomlands som det enda "kinesiska språket". Även om ansträngningarna för att lära ut språket är stora i kinesisktalande länder är målet ingalunda att tränga ut dialekter helt i förmån för standardspråket, och i synnerhet inte i södra Kina och på Taiwan. Att inte behärska standardkinesiska ses som ett stort socialt handikapp; många regionala talare, särskilt i den äldre generationen, behärskar standardspråket dåligt eller inte alls.
På de delar av fastlandet som är övervägande hankinesiska har samspelet mellan standardkinesiska och regionala dialekter varit friktionsfritt. Trots att standardspråket befrämjats som det officiella språket på arbetsplatser har regeringen varit förstående för regionala krav på språklig självständighet. Mao Zedong själv talade xiang, en dialekt som inte ens kan räknas till den bredare gruppen av mandarindialekter, och hans tal anses av många kineser vara smått obegripligt även i mycket formella sammanhang.
Standardkinesiskan är mycket användbar av rent praktiska skäl för människor som är åtskilda av stora avstånd. I många delar av landet kan skillnader i dialekter vara så stora att invånare i näraliggande städer inte begriper varandras talspråk. I dessa fall fungerar standardkinesiskan ofta utmärkt som ett lingua franca.
På Taiwan har förhållandet mellan standardspråk och lokala dialekter varit betydligt mindre fredligt. Ända fram till 1980-talet motarbetade myndigheter användandet av dialekter och framställde det ofta som underlägset. Detta orsakade en backlash under 1990-talet då många extrema krav på ett totalt avskaffande av standardkinesiskan har fått utrymme i debatten och arbetet med att införa standardspråket som komplement till dialekter har stått relativt stilla.

## Standardkinesiskans ställning
Officiellt är standardkinesiskan ett lingua franca för det kinesiska språkområdet; ett sätt för hankineser och övriga folkslag att effektivt kommunicera med varandra över språkbarriärer. Enbart benämningen i sig, putonghua, eller "gemensamt tal", framhäver denna ambition. I praktiken däremot får standardkinesiskan ibland en position som "det enda riktiga språket", och andra språk och dialekter, såväl kinesiska som icke-kinesiska, förlorar allt fler talare till standardspråket, till förtret för många förkämpar av lokal kultur.
På Taiwan är benämningen fortfarande guoyu, "nationellt språk", något som inte vore tänkbart på fastlandet, eftersom detta skulle antyda fastställandet av ett nationalspråk som skulle nedvärdera andra dialekter till en underordnad status. Putonghua ger mer intrycket av att vara något allmänt använt, det vill säga ett lingua franca, men inte något som är hårt dikterat från centralt håll. I Taiwan förekommer kritik mot den rådande termen, främst bland självständighetsivrare, med motiveringen att "nationen" i termen syftar på Folkrepubliken Kina och därför borde bytas mot exempelvis det mer neutrala zhongwen (中文, "kinesiskt (skrift)språk"). Som så ofta i taiwanesisk politik förekommer samma argument både bland förespråkare och motståndare.
I december 2004, avslöjade den första språkenkäten i Kina att endast 53% av befolkningen behärskar standardkinesiska.

### Fotnoter
1. ↑  http://www.wku.edu/~shizhen.gao/Chinese101/pinyin/tones.htm
2. ↑  China Daily